# John Rivera
John Rivera (* 2. Dezember 1998 in Bradenton, Florida) ist ein puerto-ricanischer Leichtathlet, der sich auf den 800-Meter-Lauf spezialisiert hat.

## Sportliche Laufbahn
Erste internationale Erfahrungen sammelte John Rivera, der ab 2018 an der University of Mississippi studierte, im Jahr 2023, als er bei den Weltmeisterschaften in Budapest mit 1:48,83 min in der ersten Runde über 800 Meter ausschied. Im November belegte er bei den Panamerikanischen Spielen in Santiago de Chile in 1:46,73 min den vierten Platz. Im Jahr darauf schied er bei den Hallenweltmeisterschaften in Glasgow mit 1:48,44 min in der Vorrunde aus und 2025 schied er bei den Hallenweltmeisterschaften in Nanjing mit 1:49,49 min im Semifinale aus.
In den Jahren 2023 und 2024 wurde Rivera puerto-ricanischer Meister im 800-Meter-Lauf.

## Persönliche Bestleistungen
- 800 Meter: 1:44,76 min, 20. Juli 2024 in Los Angeles
  - 600 Meter (Halle): 1:16,67 min, 4. Februar 2024 in Boston (puerto-ricanischer Rekord)
  - 800 Meter (Halle): 1:45,32 min, 2. März 2025 in Boston (puerto-ricanischer Rekord)
  - 1000 Meter (Halle): 2:19,91 min, 13. Januar 2024 in Seattle (nationale Bestleistung)